# 山中絵里奈
山中 絵里奈（やまなか えりな、1986年5月24日 - ）は、日本の女子プロレスラーとして活躍。大阪府出身。ベストボディ・ジャパンプロレスリング（BBW）所属。マリーゴールドやアクトレスガールズにも参戦している。

## 経歴
山中絵里奈（やまなか えりな）は、ヨガインストラクターとして活動する傍ら、ベストボディ・ジャパンプロレスリング（BBW）に所属し、2019年8月9日にBBWで女子プロレスラーとしてデビューした。
長身と均整の取れた体型を活かしたスタイルで注目を集めている。
身体能力と健康美を生かしたパフォーマンスが特徴で、BBWでの活動に加え、他団体であるアクトレスガールズにも参戦している。
2020年にはベストボディ・ジャパン協会の各大会に出場し、ジャンル別大会プロスポーツ部門・女性クラスで初代グランプリを獲得した。
2021年のフィットネスモデル部門日本大会ではグランプリに輝いている。
2023年10月15日にアクトレスガールズに初参戦し、以後継続的に参戦している。
同年、白川未奈からBBW女子王座を奪取したが、2024年に行われた赤井沙希の引退前ラストマッチにて敗北し王座を明け渡す。その後同王座は空位となった。
また、同年にはキンタロー。が参加したベストボディ・ジャパンの大会において、指導役として関わったことがアメブロやニュース記事で取り上げられている。
2023年度より、ベストボディ・ジャパンコンテストの公認講師としても活動している。
2024年6月26日、東京・新宿FACEで行われた高木三四郎 vs スーパー・ササダンゴ・マシンによるワンマッチ興行に参戦。
2025年には、BBWの元女子プロレスラー長谷川美子とタッグを組み、第2代BBW女子タッグ王座を獲得し、2度の防衛に成功した。
2025年4月16日発売の『週刊プロレス』No.2349では、ジュリアから「動きが美しい」と高く評価された。
2025年6月17日、東京・後楽園ホール大会では、青野未来との試合が『週刊プロレス』No.2362（2025年7月9日号）の誌面102〜103ページに大きく掲載されている。
2025年7月29日、新宿FACEで開催予定の「マリーゴールド」大会に出場予定。マリーゴールド代表取締役社長のロッシー小川は自身のX（旧Twitter）にて、「スーパーフライ級タイトルマッチ、挑戦者の山中絵里奈は他にいない変則タイプ。場外に飛ぶプランチャの高さ、美しさは女子レスラーのトップクラスと称しても過言ではない」と高く評価している。同大会にて、岩谷麻優の保持するスーパーフライ級王座へ挑戦を表明している。
2025年7月29日、東京・新宿FACEで開催された「マリーゴールド Burning Desire 2025」大会にて、岩谷麻優の保持するスーパーフライ級王座に挑戦。試合は一進一退の攻防となり、終盤に岩谷がバズソーキックからムーンサルトプレスへとつなげて勝利し、王座防衛に成功した。敗れはしたものの、山中の身体能力とファイトスタイルは観客や対戦相手から高く評価された。岩谷は試合後、「正直ナメていたが、山中絵里奈は面白い選手。何度でも挑戦してほしい」とコメントしている。
その戦いぶりは各種メディアでも評価された。

## 得意技
- M.D.M.A
- サザンクロススプラッシュ

## 入場曲
- 「elimiNIGHT」

　作詞・作曲・演奏：ケンカイヨシ  
　ギター・ミックス：真坂ユキタカ。
　山中絵里奈の入場テーマ曲として使用されている。楽曲中には、山中本人の声も使用されており、彼女自身のキャラクター性を強調する演出となっている。

## タイトル歴
- 第2代 BBW女子王座[16]
- BBW世界スーパーボディ級王座
- 第2代 BBW女子タッグ王座（パートナー：長谷川美子）[7]

## メディア出演
- YouTube番組『筋肉女子ちゃんよたがヨガ体験をしたら大変な事になりました』に出演。[17]
- 2025年8月8日、自身のSNSに投稿した浜辺での逆立ち写真が、総合格闘技・フィットネス情報サイト「イーファイト」に掲載され、「太もも54センチのマッチョな迫力」が話題となった。[18]

## 人物
- 都内の「ビクラムヨガ要町スタジオ」でヨガを直接指導しており、プロレスラーや著名人が多く通うことで知られる[19]。
- ベストボディ・ジャパン公認のレッスンスクール「LA AILE（ラ・エール）」にて講師を務めている[20]。
- マリーゴールド参戦後は、対戦相手から「ヨガの専属トレーナー契約」を懸けられて試合を挑まれることも多く、ユニークなキャラクターとして注目されている。
- ニックネームは「絵里奈様」。
- 好きな言葉は「クールビューティー」。
- 中国に留学経験があり、中国語が堪能。
- 元プロレスラー赤井沙希が山中のヨガレッスンをプライベートで受けていることをSNSで明かしている[21]。
- フジテレビの山本賢太のInstagramにも山中がヨガ指導をする様子が掲載されている[22]。
- 同期の長谷川美子とともにデビューし、タッグチームとしても活動している。